# Landkreis Breisgau-Hochschwarzwald
Landkreis Breisgau-Hochschwarzwald ligger i den sydvestlige del af den tyske delstat Baden-Württemberg. I kreisen ligger 50 byer og kommuner med 133 bydele, landsbyer og bebyggelser. Breisgau-Hochschwarzwald hører til Region Südlicher Oberrhein i Regierungsbezirk Freiburg.
Mod nord grænser Landkreis Breisgau-Hochschwarzwald til Landkreis Emmendingen, mod øst til Schwarzwald-Baar-Kreis, i sydøst til Waldshut og i sydvest til Landkreis Lörrach. Floden Rhinen danner mod vest landegrænse til Elsass i Frankrig, og departementet Haut-Rhin.
Landkreisens administrationsby er Freiburg im Breisgau, der ligger midt i området, men er en Stadtkreis, hvilket svarer nogenlunde til en Kreisfri by . Derudover er der forvaltninger i Müllheim og Titisee-Neustadt.
Med et areal på 1.378,3 km² er Kreis Breisgau-Hochschwarzwald den sjettestørste Landkreis i Baden-Württemberg. Omring 131 km² er bebygget eller trafikarealer (pr:1997). Landkreis har en udstrækning fra vest til øst på 65 kilometer og 42 kilometern fra nord til syd.

## Geografi
Landkreisen omfatter forskellige landskaber dels lavlandet langs Oberrhein og mod nord landskabet Breisgau med det 557 meter høje vulkanske Kaiserstuhl, Tuniberg og Nimberg.
Schwarzwald omfatter de til Rhindalen åbne sidedale (Glottertal, Dreisamtal, Höllental und Münstertal), Hochschwarzwald med det højeste punkt, det 1.493 meter høje Feldberg og når over til landskabet Baar.
Midt i ligger bykreisen Freiburg, som er næsten helt omgivet af Landkreis Breisgau-Hochschwarzwald. Kun på sin nordside har Stadtkreis Freiburg en tre kilometer lang grænse til kommunen Vörstetten i Landkreis Emmendingen.

### Trafik
I landkreisen går to store veje motorvejen B5 Karlsruhe – Basel og Bundesstraße 3 Karlsruhe – Basel. Fra Breisach i vest går Bundesstraße 31 mod øst til Schwarzwald. Vejene krydser i Freiburg im Breisgau.

#### Jernbaner
Byen Freiburg er blevet et vigtigt jernbaneknudpunkt. Begyndelsen var Badische Staatsbahn med Rheintalbahn Karlsruhe–Basel som hovedlinjen, der blev påbegyndt i 1845 fra Offenburg til Freiburg, to år senere videreførtes den til Müllheim og i 1855 til Basel.
Herfra er der bygget linjer til, så det samlede net i landkreisen kom op på 208 km , hvoraf de 30 km er nedlagt igen.

#### Skibs og flytrafik
Den eneste havn i Landkreisen er i Breisach am Rhein.
Landkreis Breisgau-Hochschwarzwald indflyvningsområdet til Euro-Airport Basel-Mulhouse-Freiburg.

## Byer og kommuner
Kreisen havde 262795 indbyggere pr. 2018-12-31

Byer
1. Bad Krozingen (19644)
2. Breisach am Rhein (15606)
3. Heitersheim (6257)
4. Löffingen (7676)
5. Müllheim (19127)
6. Neuenburg am Rhein (12437)
7. Staufen im Breisgau (8209)
8. Sulzburg (2771)
9. Titisee-Neustadt (12269)
10. Vogtsburg im Kaiserstuhl (6031)

Kommuner
| 1. Au (1471) 2. Auggen (2815) 3. Badenweiler (4442) 4. Ballrechten-Dottingen (2407) 5. Bollschweil (2307) 6. Bötzingen (5320) 7. Breitnau (1746) 8. Buchenbach (3118) 9. Buggingen (4338) 10. Ebringen (2879) 11. Ehrenkirchen (7379) 12. Eichstetten am Kaiserstuhl (3648) 13. Eisenbach (Hochschwarzwald) (2147) 14. Eschbach (2472) | 1. Au (1471) 2. Auggen (2815) 3. Badenweiler (4442) 4. Ballrechten-Dottingen (2407) 5. Bollschweil (2307) 6. Bötzingen (5320) 7. Breitnau (1746) 8. Buchenbach (3118) 9. Buggingen (4338) 10. Ebringen (2879) 11. Ehrenkirchen (7379) 12. Eichstetten am Kaiserstuhl (3648) 13. Eisenbach (Hochschwarzwald) (2147) 14. Eschbach (2472) | 1. Feldberg (Schwarzwald) (1897) 2. Friedenweiler (1994) 3. Glottertal (3233) 4. Gottenheim (2884) 5. Gundelfingen (11674) 6. Hartheim (4727) 7. Heuweiler (1106) 8. Hinterzarten (2583) 9. Horben (1178) 10. Ihringen (6088) 11. Kirchzarten (9740) 12. Lenzkirch (5048) 13. March (9314) 14. Merdingen (2583) | 1. Merzhausen (5280) 2. Münstertal/Schwarzwald (5110) 3. Oberried (2873) 4. Pfaffenweiler (2613) 5. Schallstadt (6286) 6. Schluchsee (2518) 7. Sölden (1274) 8. St. Märgen (1861) 9. St. Peter (2625) 10. Stegen (4469) 11. Umkirch (5793) 12. Wittnau (1528) |

Kommunale samarbejder
1. Vereinbarte Verwaltungsgemeinschaft for byen Bad Krozingen med kommunen Hartheim
2. Vereinbarte Verwaltungsgemeinschaft for byen Breisach am Rhein med kommunerne Ihringen og Merdingen
3. Gemeindeverwaltungsverband "Dreisamtal" med sæde i Kirchzarten; Medlemskommuner: Buchenbach, Kirchzarten, Oberried und Stegen
4. Vereinbarte Verwaltungsgemeinschaft for kommunen Ehrenkirchen med kommunen Bollschweil
5. Vereinbarte Verwaltungsgemeinschaft for kommunen Gundelfingen med kommunen Heuweiler
6. Vereinbarte Verwaltungsgemeinschaft for byen Heitersheim med kommunerne Ballrechten-Dottingen og Eschbach
7. Vereinbarte Verwaltungsgemeinschaft "Hexental" med sæde i Merzhausen; Medlemskommuner: Au, Horben, Merzhausen, Sölden og Wittnau
8. Vereinbarte Verwaltungsgemeinschaft for kommunen Hinterzarten med kommunen Breitnau
9. Gemeindeverwaltungsverband "Kaiserstuhl-Tuniberg" med sæde i Bötzingen; Medlemskommuner: Bötzingen, Eichstetten og Gottenheim
10. Vereinbarte Verwaltungsgemeinschaft for byen Löffingen med kommunen Friedenweiler
11. Gemeindeverwaltungsverband "March-Umkirch" med sæde i March; Medlemskommuner: March og Umkirch
12. Gemeindeverwaltungsverband "Müllheim-Badenweiler" med sæde i Müllheim; Medlemskommuner: Byerne Müllheim og Sulzburg samt kommunerne Auggen, Badenweiler og Buggingen
13. Gemeindeverwaltungsverband "St. Peter" med sæde i St. Peter; Medlemskommuner: Glottertal, St. Märgen og St. Peter
14. Vereinbarte Verwaltungsgemeinschaft for kommunen Schallstadt med kommunerne Ebringen og Pfaffenweiler
15. Vereinbarte Verwaltungsgemeinschaft for kommunen Schluchsee med kommunen Feldberg (Schwarzwald)
16. Gemeindeverwaltungsverband "Staufen-Münstertal" med sæde i Staufen im Breisgau; Medlemskommuner: Byen Staufen im Breisgau og Gemeinde Münstertal/Schwarzwald
17. Vereinbarte Verwaltungsgemeinschaft for byen Titisee-Neustadt med kommunen Eisenbach (Schwarzwald)

## Literatur
Das Land Baden-Württemberg – Amtliche Beschreibung nach Kreisen und Gemeinden (in acht Bänden); Hrsg. von der Landesarchivdirektion Baden-Württemberg; Band VI: Regierungsbezirk Freiburg; Stuttgart 1982, ISBN 3-17-007174-2